# Bolboceras westwoodi
Bolboceras westwoodi is een keversoort uit de familie mesttorren (Geotrupidae). De wetenschappelijke naam van de soort werd in 1853 gepubliceerd door Samuel Stehman Haldeman.